# ナイア・T
ナイア・T（ないあ・てぃー）は、オランダのモデル、ダンサー、パフォーマー。

## 人物
オランダと日本のハーフ。
プロフィールでは「大人っぽい表情が素敵」「いつもお洒落」と紹介されている。
特技はダンス、歌。
英語と日本語が話せるバイリンガルである。

## 出演作品

### テレビ番組
- エイゴビート 第1シリーズ（NHKEテレ、2017年 - ） - ティナ/ MC タイニーワン 役[3]
- おじゃMAP - ダレノガレ明美 役
- TOKIOカケル - コーラス隊

### モデル
- 浅草ROX
- 朝日出版 sesame
- キヤノン デジタルカメラ
- クレアーズ (claire's) 店頭POP & カタログ
- ゼクシィ
- タカラトミー パッケージ& カタログ
- 東京トップキ
- nine's
- Barbie Kids 10th Anniversary mook
- fafa カタログ、オンライン
- ベルーナ RyuRyuカタログ
- 三越
- YAMAHA ホームシアター 総合カタログ

### CM
- シルバニアファミリー（USA並びに英語圏向け）

### PV
- 月星 moonstar
- DOLL☆ELEMENTS 「君のオモイ届けたい」 女の子主人公 役
- トヨタ 海外向けPV - キッズ

### 雑誌
- VERY
- SAKURA